# عبابافی
عبابافی یکی از صنایع دستی و سنتی وابسته به پشم شتر یا گوسفند بوده‌است که با سابقه بیش از ۵۰۰ سال در بعضی نواحی ایران از جمله استان بوشهر، شهرستان نایین اصفهان، بهبهان، مشهد مرسوم بوده یا می‌باشد. عبابافی پیشتر در شهرهای عربستان متمرکز بوده و از آنجا به ایران وارد شده است.
قابل ذکر است:قطب صنعت عبا بافی در ایران روستای کردوان علیا از روستاهای استان بوشهر میباشد.

## استان بوشهر
در استان بوشهر هنر عبابافی در روستاهای کردوان علیا(قطب صنعت عبا بافی در ایران)، تنگ ارم، بنار آزادگان، زیارت، سعدآباد، بردخون، کردوان سفلی و حومه شهر اهرم رایج بوده و به کشورهای حوزه خلیج فارس نیز صادر می شده است. این هنر اکنون تنها در چند روستا باقی مانده‌است. یکی از مراکز کنونی و مهم عبابافی استان بوشهر در روستای کردوان علیا از توابع شهرستان دشتی با تعداد محدودی کارگاه به امر تولید پارچه عبا مشغولند؛ و از پشم نژاد شتر دشتی (ذبه) که از مهمترین نژادهای شتر استان و از بهترین نژادهای پشمی کشور است که از پشم آن عباهایی بافته می‌شود که در داخل کشور و کشورهای حاشیه خلیج فارس از مقبولیت بالایی برخوردار است.

## عبابافی نایین
عبابافی از صنایع دستی قدیمی رایج در شهرستان نائین استان اصفهان (بخصوص کوهپایه و بخش محمدیه این شهرستان) است.
عباهای این شهرستان در رنگهای سرخ و خرمایی با استفاده از پشم و کرک بافته می‌شوند. بیشتر کارگاه‌های عبابافی نائین در محله محمدیه قرار دارند. در دهه ۱۳۵۰، سالیانه تا پنج هزار عدد عبا از این شهرستان صادر می‌شده‌است.